# 버터크림

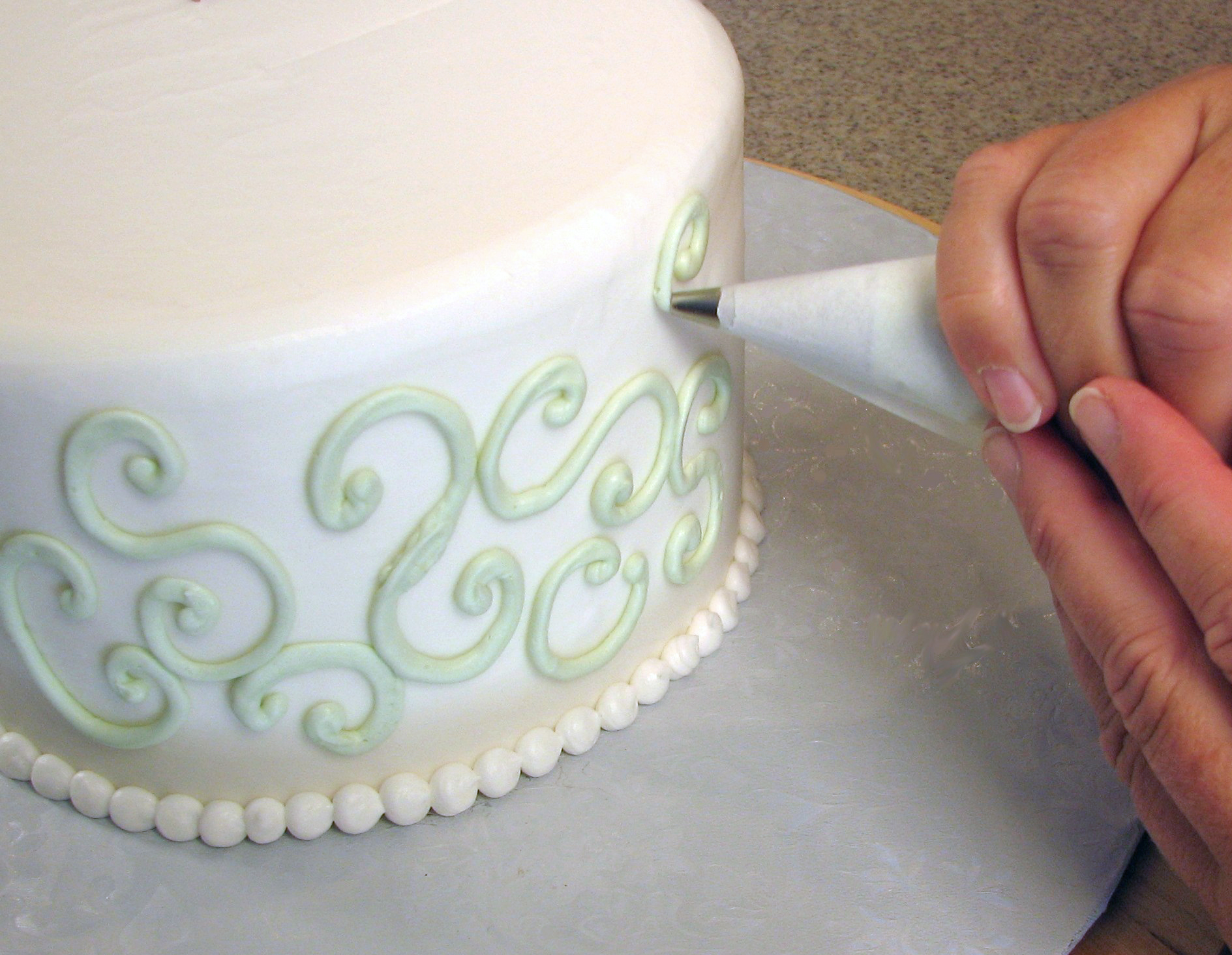
버터크림

버터크림(영어: buttercream, butter icing or butter frosting)은 버터, 달걀 노른자, 우유, 설탕 등을 넣어서 만든 크림이다. 케이크에 사용된다.
버터 아이싱 또는 버터 프로스팅이라고도 하는 버터크림은 케이크를 채우거나 코팅하거나 장식하는 데 사용된다. 주요 성분은 버터와 설탕이다.
버터크림은 일반적으로 바닐라 향이 난다. 다른 일반적인 맛은 초콜릿, 과일 및 기타 액체 추출물이다. 버터크림을 장식으로 사용하는 경우 일반적으로 식용 색소를 첨가한다. 버터크림은 파이핑하거나 장식 패턴과 모양으로 뿌릴 수 있다.